# Шкарупа, Валерий Дмитриевич
Валерий Дмитриевич Шкарупа (род. 6 июня 1958) ― советский российский пианист и музыкальный педагог. Профессор, ректор Уральской консерватории имени М. П. Мусоргского с 2010 года.
Заслуженный артист Российской Федерации (2001). Заслуженный деятель искусств Российской Федерации (2010).

## Биография
Родился 6 июня 1958 года в городе Душанбе, Таджикская ССР.
Окончил специальную музыкальную школу № 1 в городе Душанбе. В 1977 году поступил в Московскую консерваторию им. П. И. Чайковского в класс профессора пианиста Владимира Натансона.
С 1984 года ― на преподавательской работе в Уральской государственной консерватории, в 1985―1987 годах прошёл ассистентуру-стажировку в Московской консерватории им. П. И. Чайковского у народного артиста РСФСР и профессора Валерия Кастельского.
С 2010 года ― ректор Уральской консерватории имени М. П. Мусоргского.
Педагог кафедры специального фортепиано Уральской консерватории. Среди его учеников ― 19 лауреатов и 14 дипломантов международных конкурсов.
Совмещает педагогическую деятельность с концертной. Выступал в городах Китая, Германии, Италии, Финляндии, Венгрии, Болгарии, Белоруссии, Таджикистана, Казахстана, Украины. Принимает участие в работе жюри международных и всероссийских конкурсов.

### Признание
Заслуженный артист Российской Федерации (2001). Заслуженный деятель искусств Российской Федерации (2010). Победитель и призёр многих российских и международных конкурсов. Почётный профессор Таджикской национальной консерватории.